# Mehmet Scholl
Mehmet Tobias Scholl, född 16 oktober 1970 i Karlsruhe, är en tysk före detta fotbollsspelare, offensiv mittfältare.
Mehmet Scholl var en av Tysklands bästa offensiva mittfältare under 1990-talet och början av 2000-talet men hämmades av skador som gjorde att han missade VM 1998 och VM 2002. När han debuterade för Tyskland 1995 var han den första landslagsspelaren för Tyskland med turkisk bakgrund. Han var med när Tyskland vann EM 1996 men en skada gjorde att han inte fick möjligheten att vara med vid VM i Frankrike 1998. 1999 gjorde Scholl comeback i EM-kvalet och etablerade sig direkt som landslagsmittfältare. 
Scholl var den stora offensiva mittfältstjärnan under EM 2000 och gjorde Tysklands enda mål i turneringen. Ytterligare bra perioder följde efter EM tills en nya skada satte stopp för Scholl. Scholl lyckades aldrig ta sig tillbaka till landslaget även om han 2002 gjorde ytterligare en landskamp (hans sista) och valde att avstå VM då han inte tyckte sig hålla tillräckligt bra nivå. Han fortsatte att spela i klubblaget Bayern München.
Scholl har tysk mor och turkisk far.

## Meriter
- 36 A-landskamper för Tysklands herrlandslag i fotboll
- EM i fotboll: 1996, 2000
  - EM-guld 1996
- Tysk mästare 1994, 1997, 1999, 2000, 2001, 2003, 2005
- Uefa Champions League 2001
- Uefa Europa League 1996